# Loja (Espanha)
Loja é um município da Espanha na província de Granada, comunidade autónoma da Andaluzia, de área 454,7 km² com população de 21341 habitantes (2007) e densidade populacional de 47,69 hab/km².

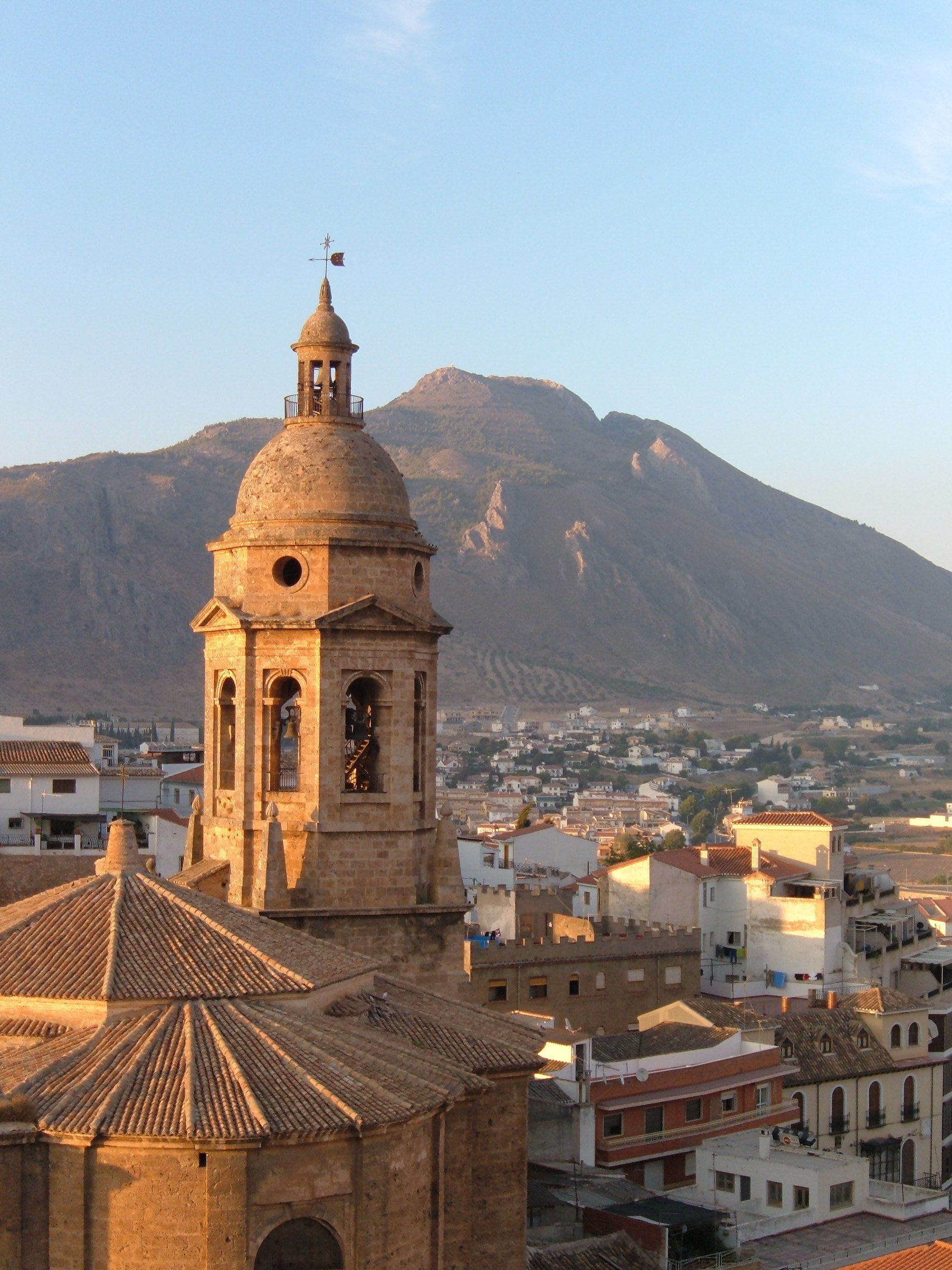
Vista da cidade de Loja a partir do campanário, Espanha

Entre os seus monumentos salientam-se a fortaleza militar árabe da Alcazaba e várias igrejas construídas no século XVI, como a Igreja Maior da Encarnação, erguida sobre a antiga mesquita medieval da cidade.

## Demografia
| Variação demográfica do município entre 1991 e 2004 | Variação demográfica do município entre 1991 e 2004 | Variação demográfica do município entre 1991 e 2004 | Variação demográfica do município entre 1991 e 2004 |
| --------------------------------------------------- | --------------------------------------------------- | --------------------------------------------------- | --------------------------------------------------- |
| 1991                                                | 1996                                                | 2001                                                | 2004                                                |
| ?                                                   | ?                                                   | ?                                                   | ?                                                   |